# Donji Oštri Vrh Ozaljski
Donji Oštri Vrh Ozaljski – wieś w Chorwacji, w żupanii karlowackiej, w mieście Ozalj. W 2011 roku liczyła 47 mieszkańców.